# Villa des Nymphéas
La villa des Nymphéas est une voie du 20e arrondissement de Paris, en France.

## Situation et accès
La villa des Nymphéas est une voie située dans le 20e arrondissement de Paris. Elle débute au 74, rue du Surmelin et se termine au 13, rue de la Justice. Toutefois, il s'agit d'une voie privée qui n'est accessible que pour les occupants des lieux ou leurs invités.

## Origine du nom

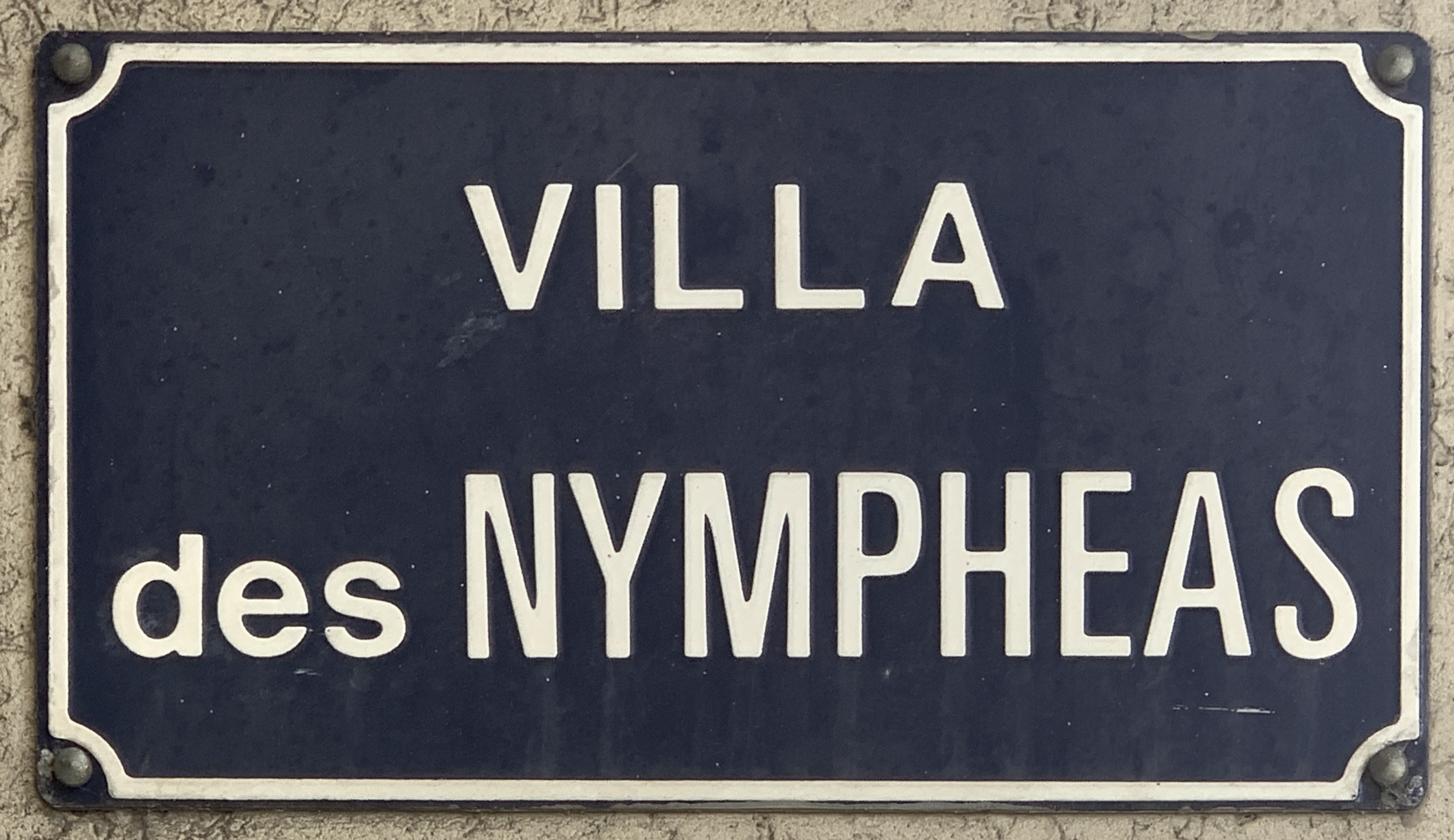
Plaque de la voie.

Les nymphéas, sorte de nénuphars à fleurs blanches, évoquent la présence d'eau sur le terrain, produite par de petites sources qui alimentent une fontaine.

## Historique
Cette voie prend sa dénomination actuelle par un décret municipal du 2 février 1994.